# 1975-ös Australian Open
Az 1975-ös Australian Open az év első Grand Slam-tornája volt, december 21. és január 1. között rendezték meg Melbourne-ben. A férfiaknál az ausztrál John Newcombe, nőknél a szintén ausztrál Evonne Goolagong nyert.

## Döntők

### Férfi egyes
John Newcombe -  Jimmy Connors,  7-5, 3-6, 6-4, 7-6

### Női egyes
Evonne Goolagong -  Martina Navratilova, 6-3, 6-2

### Férfi páros
John Alexander /  Phil Dent -  Bob Carmichael /  Allan Stone 6-3, 7-6

### Női páros
Evonne Goolagong /  Peggy Michel -  Margaret Smith Court /  Olga Morozova 7-6, 7-6

### Vegyes páros
1970–1986 között nem rendezték meg.